# I Love Rock 'n Roll
"I Love Rock 'n' Roll"  é uma canção de rock, escrita em 1975 por Alan Merrill e Jake Hooker. A canção foi originalmente gravada e lançada pelos The Arrows em 1975 na RAK Records, tendo como vocalista Alan Merrill e produção por Mickie Most. Essa versão foi inicialmente lançada como B-side, mas logo foi regravada e invertida para A-side.
Embora não tenha sido um hit na sua versão original como resultado da falta de renome à banda, a música chegou em todo o mundo com proeminência devido ao grande sucesso de suas versões covers. "I Love Rock 'n Roll" está na lista das 100 melhores músicas do século XX, de acordo com o The National Endowment for the Arts.

## Versão de Joan Jett
Essa é a versão mais conhecida da canção.
Em 1976 enquanto estava visitando a Inglaterra com as The Runaways, Joan Jett viu os The Arrows cantando "I Love Rock 'n Roll" em um programa de televisão semanal chamado The Arrows Show. Inicialmente ela gravou a música no ano de 1979 com dois dos Sex Pistols: Steve Jones e Paul Cook. Essa primeira versão não antigiu o sucesso. Em 1982, Joan Jett regravou a música, dessa vez com a sua banda, The Blackhearts, e foi essa gravação que se tornou um single de primeiro lugar no Billboard Hot 100 durante sete semanas, o que lançou efetivamente a carreira solo de Joan Jett e mais tarde alcançou o primeiro lugar nos gráficos australianos. Seu sucesso colocou o álbum de Jett I Love Rock 'n Roll em segundo lugar nos Estados Unidos. No Brasil, foi a 35ª música mais tocada nas rádios em 1982.
O videoclipe em preto-e-branco de "I Love Rock 'n Roll" foi trasmitido muitas vezes pela até então jovem rede MTV. Nele Jett e os Blackhearts viajam para um pequeno e escuro bar, em seguida procedem tocando a música e executando o seu famoso refrão o que anima o grupo de bêbados no local.
A versão de Jett recebeu muitos elogios, incluindo:
- 85ª colocação na lista "100 Maiores Faixas" da revista Q de Março do ano 2005.
- 484ª colocação na lista "500 Maiore Músicas de Todos os Tempos" da revista Rolling Stone.
- 56ª colocação na lista "Maiores Músicas de Todos os Tempos" da Billboard.

Muitos acreditam que Direitos Autorais sao de Joan Jett, mas os direitos autorais pertecem á banda The Arrows.
Versões covers da versão de Jett apareceram em dois jogos musicais: Guitar Hero e Karaoke Revolution Party.
| Parada musical (1982)                          | Melhor posição |
| ---------------------------------------------- | -------------- |
| Estados Unidos - Billboard Hot 100             | 1              |
| Estados Unidos - Billboard Top Tracks          | 1              |
| Estados Unidos - Billboard Hot Dance Club Play | 31             |
| Reino Unido - UK Singles Chart                 | 4              |
| Países Baixos - Dutch Singles Chart            | 1              |

## Versão de Britney Spears
"I Love Rock 'n' Roll" é o quarto single Europeu lançado internacionalmente pela cantora pop Britney Spears do álbum Britney, em 1 de Junho de 2002, exceto nos Estados Unidos.

### Sobre
A música foi usada em seu filme, Crossroads (Conhecido no Brasil como Crossroads - Amigas para Sempre), no ano de 2002. A personagem de Spears, Lucy, canta a música em um bar de karaokê. Spears falou sobre a música, "Eles me pediram para cantar em um karaokê no filme Crossroads e eu já cantei 'I Love Rock 'n' Roll' em vários clubes aonde estive."
Spears revelou publicamente que a canção original é uma de suas favoritas. Ela ouviu a versão original dos The Arrows produzida por Mickie Most pouco antes de gravar a música, de acordo com Steve Lunt. Quando estava promovendo o lançamento do single ela vergonhosamente atribui a versão mais famosa da música à Pat Benatar ao invés de Jett, embora ela tenha alegado estar sendo sarcástica e não ter cometido um erro realmente.

### Pontos
| Oceania          |            |
| Austrália        | 350,000+   |
| Mundo            |            |
| Mundo            | 4,710,000+ |
| TOTAL: 5,060,000 |            |

## Versão de Alex Gaudino e Jason Rooney
O produtor de música dance italiana, Alex Gaudino, e Jason Rooney lançaram uma versão cover em 2008, com vocais deste último.[carece de fontes?]

### Histórico de lançamento
| Região      | Data                  | Formato          |
| ----------- | --------------------- | ---------------- |
| Reino Unido | 3 de dezembro de 2008 | Download digital |

## Outras versões covers
Versões covers da música "I Love Rock 'n Roll" são criadas periodicamente, esta canção já foi notavelmente gravada por artistas como:
- Joe Piscopo em uma paródia de Frank Sinatra como parte de uma mistura de várias músicas incluindo "Born to Run", "The Waitresses", "I Know What Boys Like" de Bruce Springsteen e "Smoke on the Water" da banda Deep Purple.
- Hayseed Dixie
- Five (adicionou partes de "I Love Rock 'n Roll" para "Everybody Get Up")
- Reverend Run adicionou "I Love Rock 'n Roll" para sua música "Mind on the Road" no seu projeto solo Distortion.
- Ghoti Hook
- Dragon Ash (como "I Love Hip Hop")
- "Weird Al" Yankovic (paródia, como "I Love Rocky Road")
- Griva (como "I law Myroslaw")
- The Dresden Dolls
- 1995 - Guildo Horn und Die Orthopädischen Strümpfe - Ich find Schlager toll (Versão alemã).
- Essa canção não foi regravada pelo AC/DC como é dito erroneamente em alguns programas P2P.
- DJ e notável promotor de música Steve Oliver, apresentador do "The Pod", coleciona versões cover da música. Ele fala sobre o assunto em sua página do myspace.
- Los Berzas, em uma paródia chamada "Yo Amo El Jamón" (I Love Jamón).
- Lee Da Hae, atriz coreana cantou a música no Korean Music Awards 2007.
- Siu Black e Phuong Vy, cantores vietnameses, cantaram a música
- Miley Cyrus cantou esta música em 2005 fazendo um fita de audição para seu show televisivo Hannah Montana.
- Miley Cyrus cantou esta música em 2009 fazendo uma de suas turnês chamada: Miley Cyrus Wonder World Tour.
- Allison Mack e Erica Durance cantaram essa música em um episódio de Smallville.
- Ruth Lorenzo cantou esta música na oitava semana da quinta versão da série the X Factor.
- A banda de rock paulista, Lipstick, formada só por garotas, também costuma fazer cover da canção em seus shows. A música sempre é apresentada, logo após o hit Na Na Na .
- A banda 3Oh!3 adicionou o refrão da música a sua música "Dance With Me"
- Jennel Garcia, participante do programa de telentos americano The X Factor, cantou a música em um live show do programa.

1. ↑  http://asdfg-menezes.org/timemachine1982.html
2. ↑  «I Love Rock N' Roll: Alex Gaudino & Jason Rooney: Amazon.co.uk: MP3 Downloads». Amazon.com. Consultado em 8 de outubro de 2011